# Вкус сайры
«Вкус сайры» или «Осенний полдень» (яп. 秋刀魚の味 самма но адзи, англ. An Autumn Afternoon) — кинофильм режиссёра Ясудзиро Одзу, вышедший на экраны в 1962 году. Последняя работа мастера. Лента получила три премии «Майнити» — за лучшую мужскую роль второго плана (Эидзиро Тоно), лучшую женскую роль второго плана (Кёко Кисида) и лучшую операторскую работу (Юхару Ацута), а также премию «Голубая лента» за лучшую женскую роль второго плана (Кёко Кисида).

## Сюжет
Немолодой вдовец Сюхэй Хираяма живёт со своими младшими детьми — дочерью Митико и сыном Кадзуо. Хотя его друг Каваи постоянно напоминает, что уже пора выдавать 24-летнюю Митико замуж, Хираяма не слишком задумывается об этом. Дочь тоже вполне довольна своей жизнью и считает, что кроме неё некому будет позаботиться об отце и брате. Всё меняется, когда Хираяма встречает своего старого учителя, который рано овдовел и много лет прожил с дочерью; старик с грустью признаётся, что испортил ей жизнь и что она могла бы иметь совсем другую, счастливую судьбу. Переосмыслив свои взгляды, Хираяма решает выдать Митико замуж, хотя она поначалу крайне отрицательно относится к этой идее. Ей нравится молодой человек по имени Миура, однако выясняется, что момент упущен и тот уже встречается с другой девушкой. Тогда Хираяма устраивает встречу дочери с женихом, найденным господином Каваи. Вечером после свадьбы отец возвращается домой, теперь ему нужно привыкать к одиночеству.

## В ролях
- Тисю Рю — Сюхэй Хираяма
- Сима Ивасита — Митико Хираяма, дочь Сюхэя
- Кэйдзи Сада — Коити Хираяма, старший сын Сюхэя
- Марико Окада — Акико, жена Коити
- Тэруо Ёсида — Ютака Миура
- Синъитиро Миками — Кадзуо Хираяма, младший сын Сюхэя
- Нобуо Накамура — Сюдзо Каваи
- Рюдзи Кита — Син Хориэ
- Эйдзиро Тоно — учитель Сакума по прозвищу Тыква
- Кунико Миякэ — Нобуко, жена Каваи
- Кёко Кисида — хозяйка бара
- Харуко Сугимура — Томоко, дочь Тыквы
- Дайскэ Като — Ёситаро Сакамото
- Норико Маки — Фусако Тагути

## О фильме
54-й и последний фильм Ясудзиро Одзу снимался с августа по ноябрь 1962 года. В феврале 1962 года, во время работы над сценарием, скончалась 86-летняя мать режиссёра, к которой он был очень привязан (Одзу никогда не был женат). Это наложило отпечаток печали и горечи на итоговый результат. Вновь, как и во многих предыдущих лентах, в центре сюжета — замужество дочери и отношения её с отцом. Новым элементом стал показ современной семейной жизни старшего сына главного героя. Поскольку к тому времени крупные кинокомпании договорились о запрете одалживать друг другу актёров, в распоряжении Одзу были только актёры студии «Shochiku», за исключением Дайскэ Като со студии «Toho».